# Lâu đài bay của pháp sư Howl
Lâu đài bay của pháp sư Howl (tiếng Anh Howl's Moving Castle, nghĩa đen là Lâu đài di động của Howl) là một tiểu thuyết phiêu lưu kỳ thú xuất bản năm 1986 của Diana Wynne Jones. Năm 2004, tiểu thuyết đã được dựng thành anime đạo diễn bởi Miyazaki Hayao.

## Cốt truyện
Sophie Hatter là con gái cả trong gia đình có ba cô con gái, sống tại thành phố phép thuật. Cô khéo tay và đang làm chủ một cửa hàng bán mũ nho nhỏ, sống một cuộc đời bình dân. Vì vướng phải lời nguyền của mụ phù thủy mà cô bị biến thành một bà lão. Cô bỏ cửa hàng của mình và ra đi tìm cách giải lời nguyền và trên đường đi, cô chấp nhận làm người hầu trong Lâu đài của pháp sư Howl- vị pháp sư khét tiếng khắp thị trấn vì người ta cho rằng anh đánh cắp trái tim của các cô gái trẻ. Tại đây cuộc sống mới của Sophie thực sự bắt đầu.

## Bối cảnh
Bối cảnh tiểu thuyết phần lớn đặt tại một xứ sở giả tưởng gọi là Ingary, có thủ đô là Kingsbury. Phía Tây Nam của Ingary là miền hoang dã khắc nghiệt nên được gọi là xứ Waste (xứ "Rác thải").

## Nhân vật
Sophie Hatter
Con gái cả nhà Hatter. Rất có trách nhiệm, đầy tinh thần hy sinh nhưng hay e dè, thiếu tự tin. Bị vướng phải lời nguyền của mụ phù thủy xứ Wales mà biến thành một bà lão.
Pháp sư Howl
Tên thật là Howell Jenkins, nhưng sử dụng tên "Howl Jenkins" ở Porthaven và ưa thích dùng tên "Howl Pendragon" ở Kingsbury. Tính tình nổi tiếng hống hách và độc ác nhưng thực chất rất thông minh, có phần ương bướng.
Calcifer
Ma lửa sống trong lâu đài của Howl.
Phù thủy xứ Waste
Người đã trù ếm Sophie thành bà già.

## Phát hành
Tiểu thuyết được xuất bản lần đầu tại Mỹ năm 1986 và được Nhã Nam mua bản quyền dịch qua tiếng Việt năm 2008, phát hành bởi Nhà xuất bản Văn Hoá Sài Gòn. Năm 2013, Nhã Nam thông báo kế hoạch tái bản tiểu thuyết này qua facebook chính thức.

## Giải thưởng
- Một trong hai ứng cử xuất sắc nhất tại Boston Globe–Horn Book Award[2]
- Một trong những cuốn sách đáng chú ý cho trẻ em của Hiệp hội thư viện Mỹ (ALA Notable Books for Children)
- Giải Phượng Hoàng của Children's Literature Association năm 2006[3]